# Cucina greca

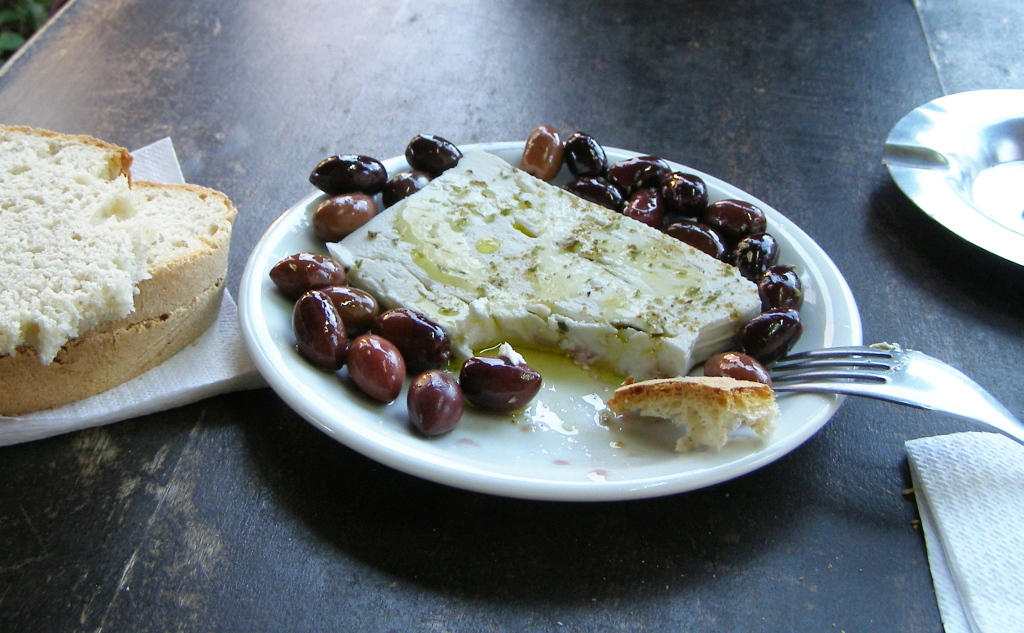
Il formaggio greco feta con olive

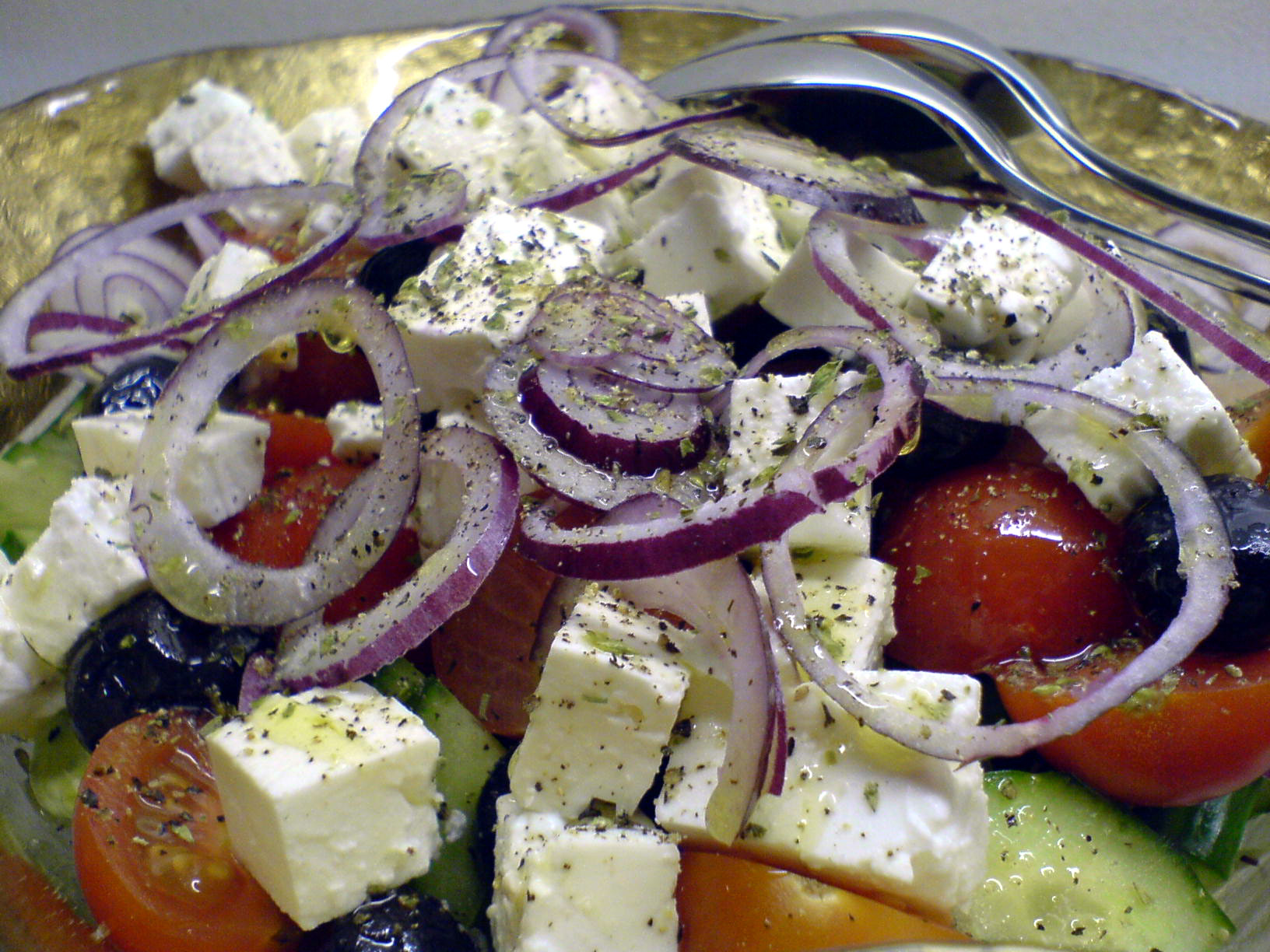
Classica insalata greca

La cucina greca  comprende una serie di piatti tipici, vini e dolci diffusi in tutta la Grecia e spesso presenti, con poche variazioni, nei paesi del bacino del Mediterraneo.

## Storia
La Grecia vanta una storia plurisecolare che tocca numerosi aspetti della cultura. Uno di essi è proprio la sua tradizione gastronomica, che ha influenzato le culture vicine e ne è stata influenzata sia nell'antichità sia in tempi più recenti.
Le fonti storiche e archeologiche suggeriscono che la cucina in Grecia antica fosse più articolata in quanto a tecniche e abbinamenti delle sue vicine già prima di Alessandro Magno. Successivamente quest'arte prese ad assumere maggiore rilievo sociale e, man mano che la civiltà ellenica aumentava la sua influenza sui paesi vicini, le ricche famiglie rivaleggiarono in lusso e raffinatezza. Avere un cuoco all'altezza del proprio prestigio familiare divenne una necessità. Questo modello venne successivamente esportato presso i latini e si fuse con la loro cultura divenendo la base di alcune ricette che si ritrovano ancora oggi in tutto i bacino del Mediterraneo.
I greci prediligevano soprattutto carne rossa e alimenti provenienti dalla pesca accompagnati da diverse varietà di vino, birra e idromele.
Mentre le origini di vari piatti della cucina greca risalgono al periodo dell'antica Grecia (Retsina, pasteli), al periodo ellenistico (loukaniko) o a quello bizantino (feta, avgotaraho), molti altri piatti tuttora ampiamente diffusi sono parte della tradizione della cucina ottomana e i loro nomi rivelano origini turche, arabe o persiane: moussakà, tzatziki, yuvarlakia, keftethes, boureki, baklava ed altri ancora.

## Impostazione del pasto tipico

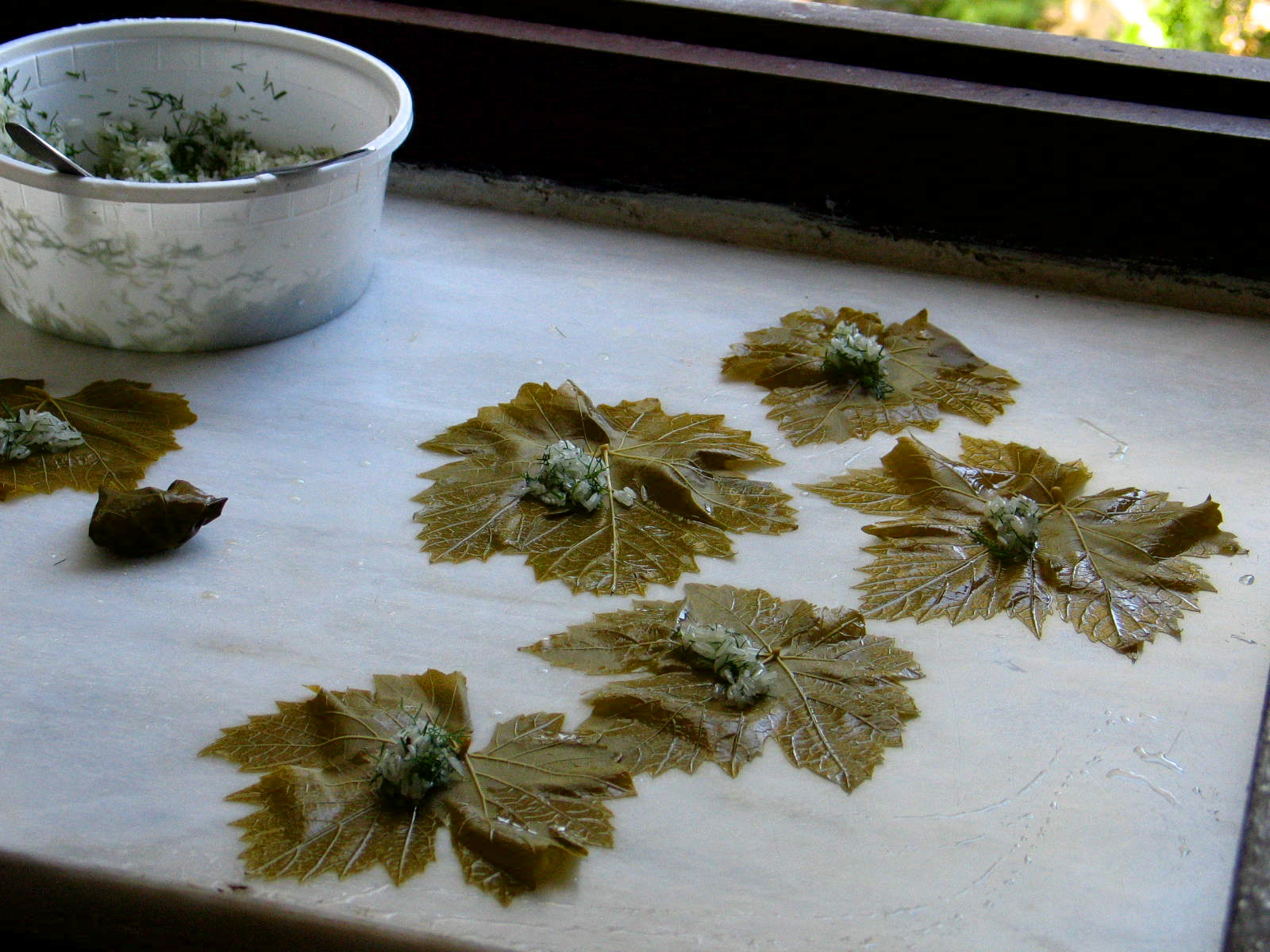
Preparazione dei dolmádes greci di riso su foglie di vite

Il pasto greco si apre con una serie di antipasti detti mezédes (μεζέδες) oppure orektiká (ορεκτικά). Segue un piatto principale che può essere a base di carne o pesce, spesso cucinati alla griglia o alla piastra, oppure un'insalata e formaggi. Seguono i dolci che possono essere al macino forno o al cucchiaio. Onnipresente è l'olio d'oliva, solitamente di alta qualità, che viene impiegato senza risparmio.

### Antipasti: mezédes e orektiká
Nei mezédes si trova un'ampia anticipazione dell'offerta gastronomica complessiva. I mezédes, infatti, possono presentarsi semplicemente come una serie di sottaceti, sottoli e olive nere, oppure come piatti ricchi e complessi spesso distinguibili dai piatti veri e propri solo per le dimensioni in cui vengono presentati. I mezédes seguono la tradizione dell'antipasto e non si presentano molto diversamente da ciò che oggi è chiamato finger food, ovvero cibo da mangiare con le mani.
Particolarmente noti sono i dolmádes (δολμάδες; involtini di riso o carne tritata) (in turco: Dolma) e i pitákia (πιτάκια; sfogliatine ripiene di pollo, formaggio, carne tritata, verdura ecc.).
Vanno inoltre citate alcune tra le numerose salse che spesso accompagnano verdure fresche: la taramosaláta (ταραμοσαλάτα; salsa a base di uova di pesce), la melitzanosaláta (μελιτζανοσαλάτα; salsa a base di melanzane), la skordalia (σκορδαλιάM; purè a base di patate e aglio) e lo tzatziki (τζατζίκι; yogurt lavorato con cetriolo, aglio e olio)(in turco: Cacık), famoso e reperibile ormai in molti paesi del mondo. I mezédes sono spesso accompagnati da bicchierini di oúzo (liquore a base d'anice, servito allungato con acqua o ghiaccio) oppure di tsikoudiá (τσικουδιά) cretese o di tsípouro (τσίπουρο).

### Piatti principali

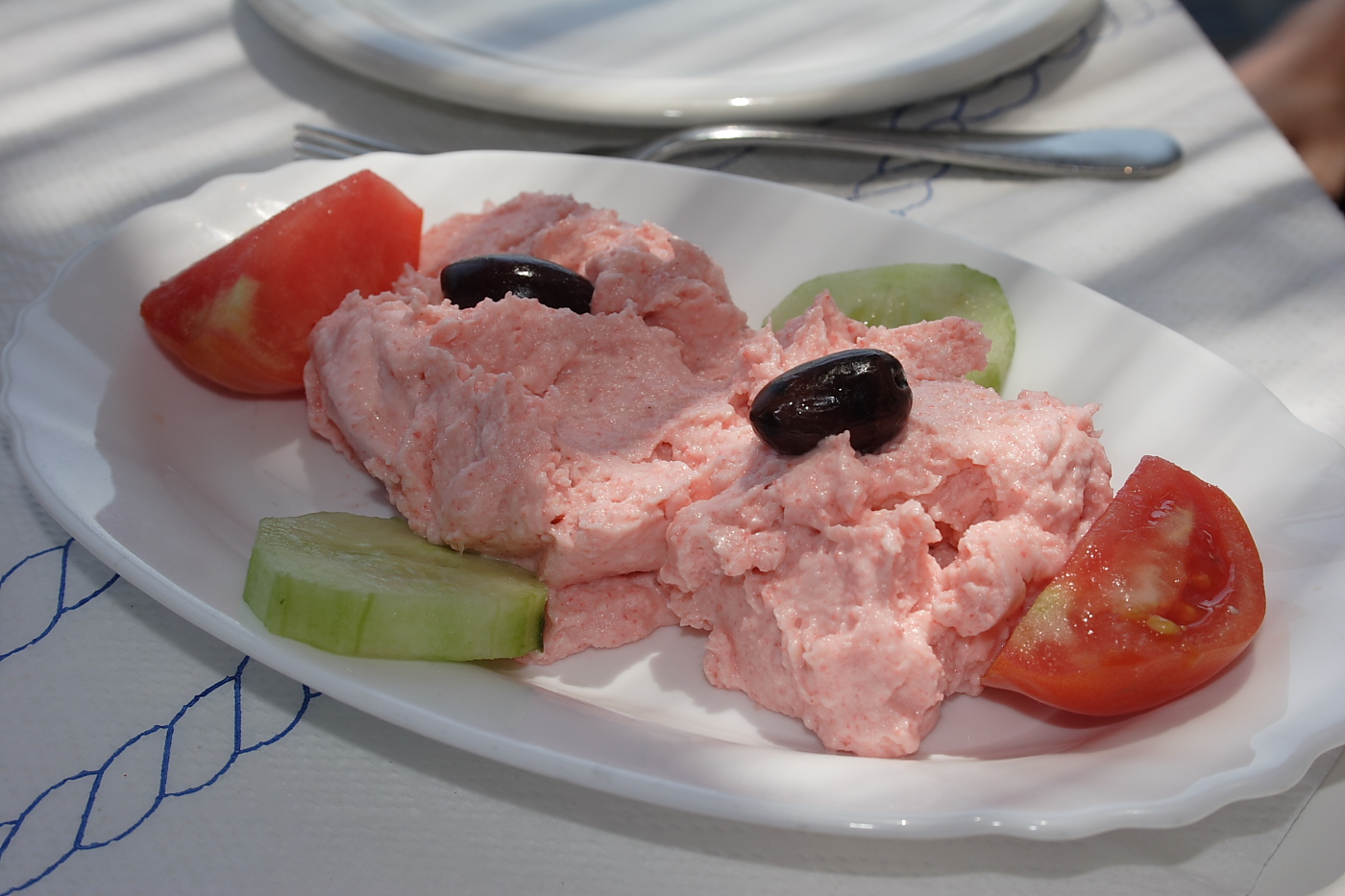
Un piatto di taramosalata

Si trovano frequentemente piatti a base di carne come l'agnello o il porcellino da latte allo spiedo o alla piastra. Note preparazioni di questo tipo sono i souvlákia (σουβλάκια; spiedini cotti ai ferri e infilzati successivamente), lo giouvétsi (γιουβέτσι; agnello arrosto con pasta cotta) o il kleftiko (Κλέφτικο; carne di agnello cotta al cartoccio con patate e altre verdure, talora con l'aggiunta di feta). 

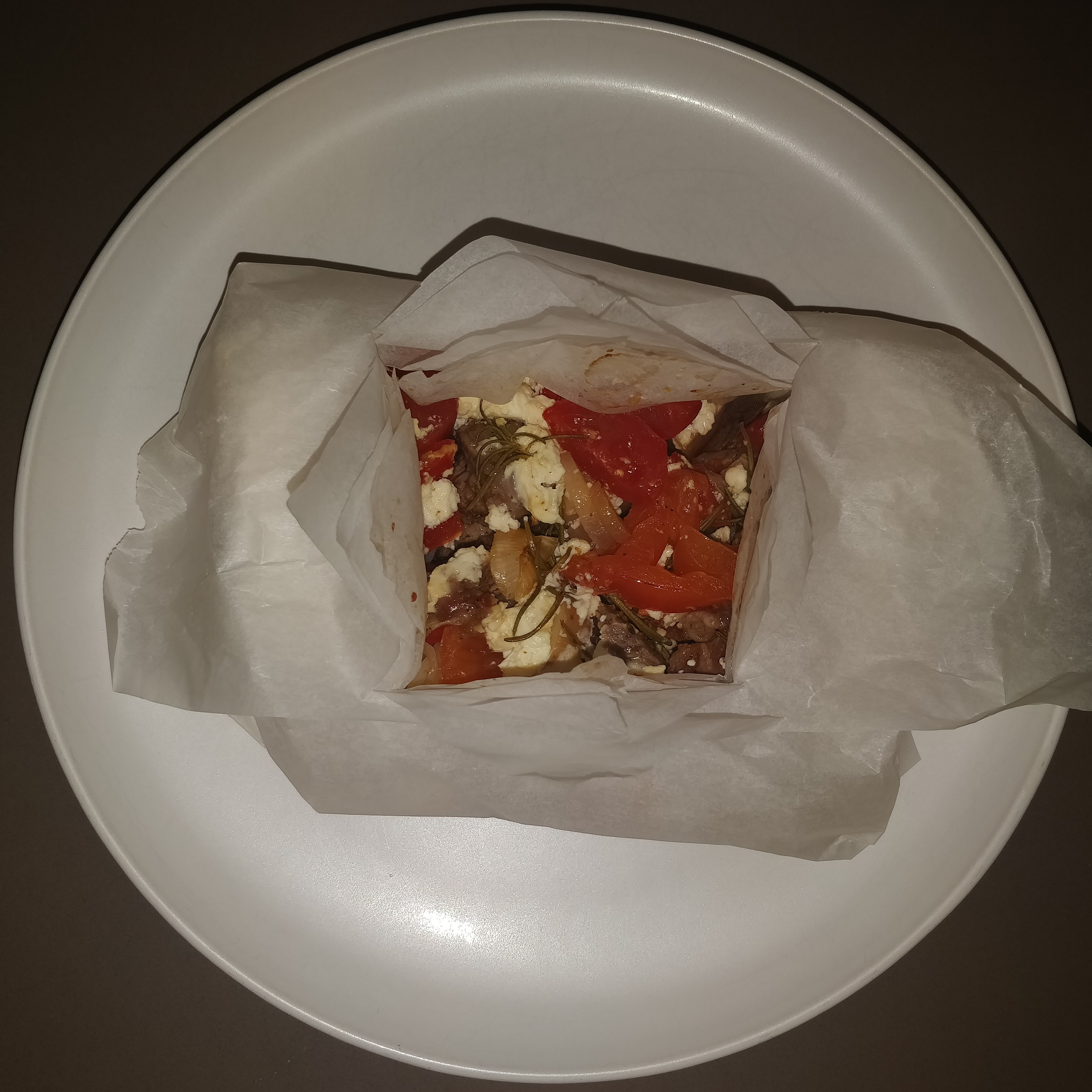
Kleftiko con verdure e feta

Di chiara influenza turco-araba è il gyros (γύρος), una sorta di kebab di vitello venduto, molto spesso, agli angoli delle strade da chioschetti: il gýros viene servito come píta gýros (πίτα γύρος), cioè carne condita con tzatzíki, pomodoro e cipolla, arrotolata all'interno di una píta, cioè un pane basso e rotondo. Molto comuni le polpette come le soutzoukákia (σουτζουκάκια; polpettine di carne al sugo di pomodoro), i keftédes (κεφτέδες; polpettine fritte di carne o di legumi) e i dolma o dolmàdes (δολμάδες; polpettine di carne tritata o di riso avvolte nelle foglie di verza o di vite e poi condite con salsa di uova e limone). Similmente ai dolma, in Grecia viene preparata la gemistà, peperoni o pomodori ripieni.

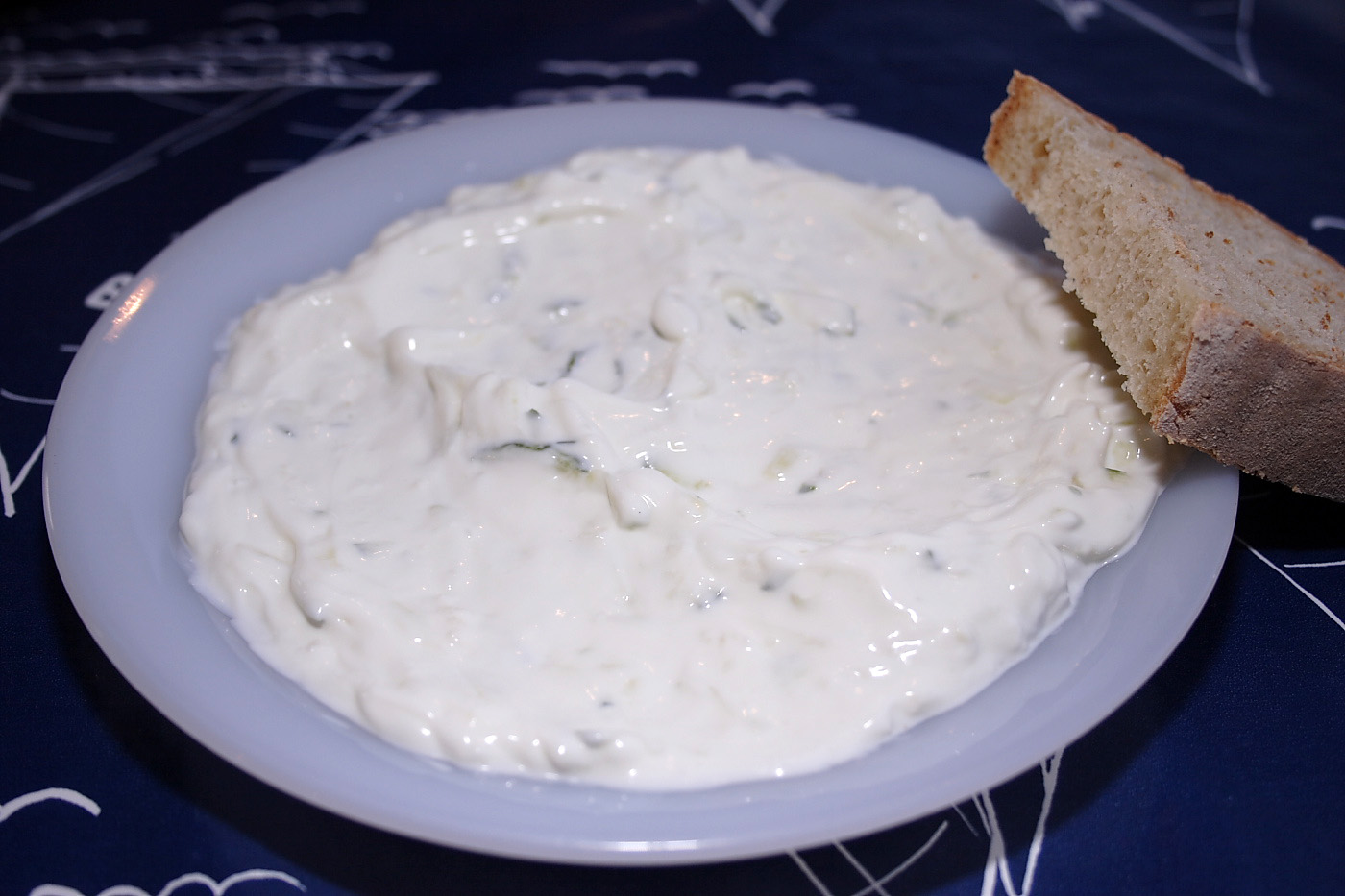
Un piatto di tzatzíki

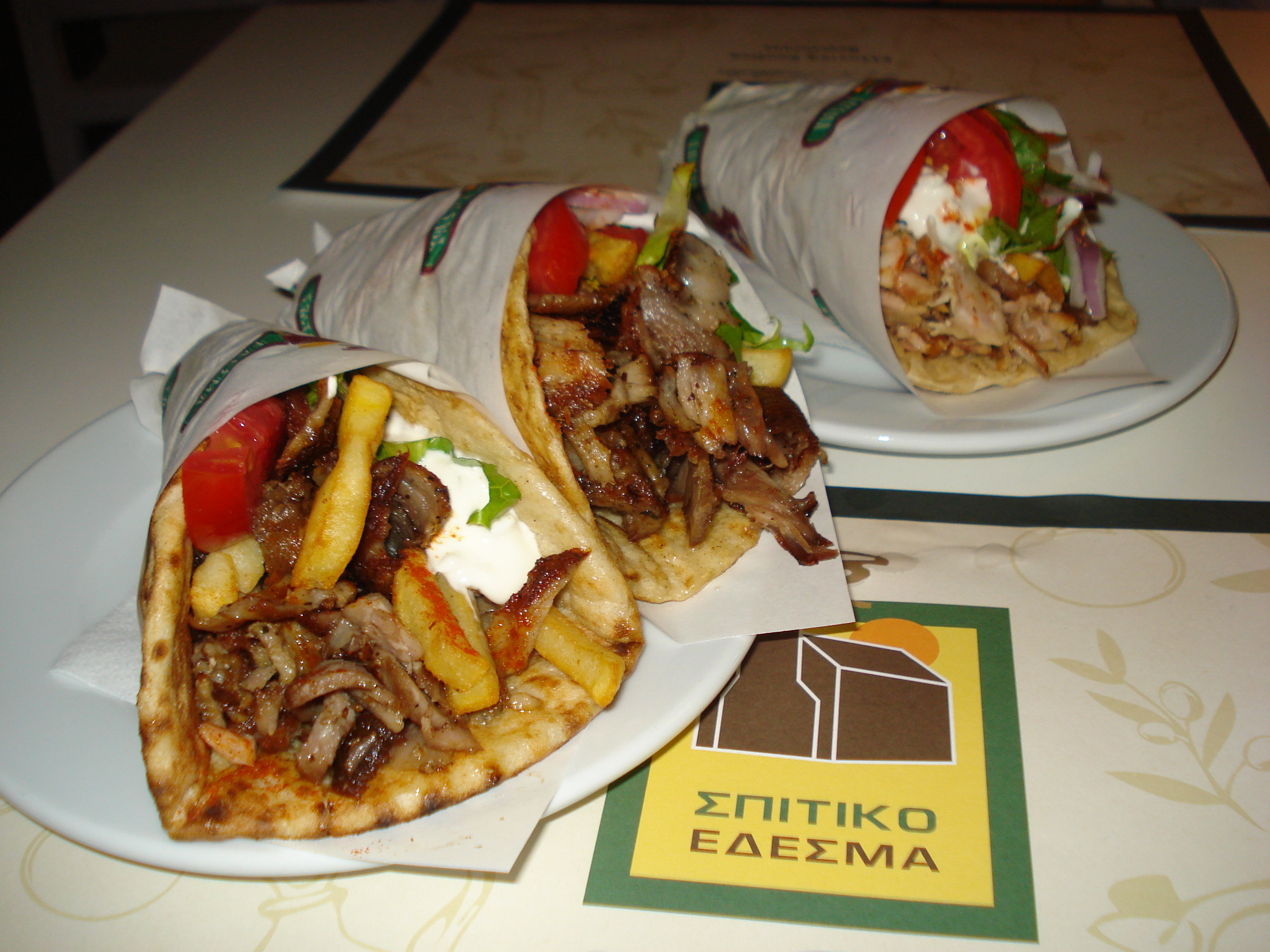
Píta gýros

Altrettanto frequenti sono i piatti al forno, di cui il più famoso è senz'altro il moussakà (μουσακάς), uno sformato di melanzane, patate, ragù e besciamella, seguito dal pastizio (Παστίτσιο). Particolare è anche l'offerta di sformati a base di verdure, come spanakopita (σπανακόπιτα). Nell'isola di Folegandros, appartenente all'arcipelago delle Cicladi, si può trovare una specialità locale, la matsata (ματσάτα), una sorta di spaghetti di farina bianca serviti con polpette di carne e sugo di pomodoro.
Nelle zone costiere e nelle isole il pesce prende il sopravvento sulla carne e viene servito in numerosi modi e praticamente ad ogni angolo della strada dalle tavérnes (ταβέρνες; trattorie), dai ristoranti e dai banchetti. Un tipico piatto è la taramosalata.
I latticini sono ingredienti molto importanti, in quanto la nazione è dedita alla pastorizia. I formaggi infatti costituiscono quasi un capitolo a sé stante dell'offerta gastronomica greca dal momento che ve ne sono molti e che le tradizioni di stagionatura locali aumentano questa varietà. Il più noto è la feta, formaggio di capra bianco, a pasta granulosa e di gusto leggermente asprigno. Meno famosi all'estero, ma diffusi in patria sono il kasseri (κασέρι), il manouri (μανούρι) di Creta, il kefalotiri (κεφαλοτύρι), il ladotýri (λαδοτύρι) nelle Isole Cicladi e Lesbo, i formaggi bianchi o gialli della Tessaglia, il metsovóne (μετσοβόνε) della cittadina tradizionale di Metsovo (Epiro). Altrettanto importante nella dieta del paese e nella sua gastronomia è lo giaoúrti (γιαούρτι, yogurt), che si gusta liscio o dolcificato con il miele del posto e le noci.
Al pari dei piatti di carne o pesce in Grecia si trova una offerta tradizionale di insalate ricche delle numerose verdure solitamente prodotte in loco. La più famosa è senza dubbio la khoriátiki salàta (χωριάτικη σαλάτα), l'insalata alla greca, con fette di cetriolo, pomodoro e condita con olio extravergine, origano, olive, peperoni, cipolle fresche a fette, e pezzetti di formaggio feta.

### Dolci

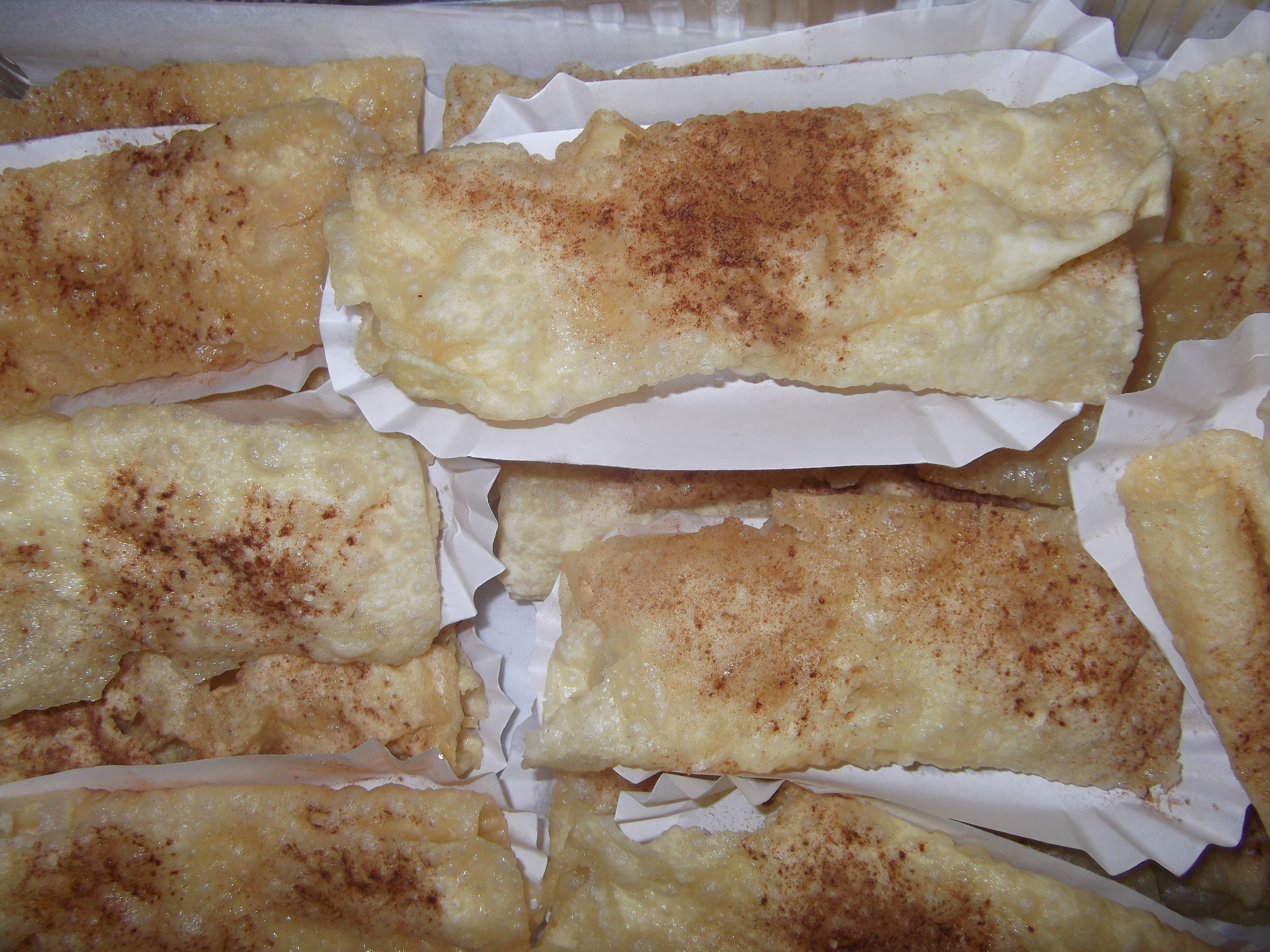
Diples

Tipici della zona sono i dolci a base di pasta fillo, che si possono trovare in diverse varianti anche nei paesi vicini. Tra questi il galaktoboureko (γαλακτομπούρεκο; sfoglia e crema), il kataífi (κανταΐφι; sfoglia filettata ripiena con mandorle tritate e bagnata con sciroppo), i diples (δίπλες; o thiples, strisce di pasta sfoglia fritte nell'olio ed immerse nello sciroppo o nel miele caldo), e il baklavás (μπακλαβάς; strati di sfoglia alternati con mandorle tritate e miele), quest'ultimo creato a Istanbul nelle cucine dei sultanı ottomani.
Come tipico delle zone del bacino mediterraneo, abbondano i dolci a base di mandorle, come i tipici kourkoubinia (κουρκουμπίνια), i kourambiédes (κουραμπιέδες), o di frutta secca e miele, come i melomakárono (μελομακάρονα; alla cannella e miele ricoperti con pistacchi) e i forni producono svariati biscotti molto simili a quelli che si trovano comunemente nelle regioni dell'Italia meridionale.
La Grecia è un grosso produttore di frutta e le marmellate abbondano sia come ripieno o guarnizione di crostate, sia come dolce a sé. Meritano di essere menzionati i dolci a base di sesamo come khalvàs (χαλβάς; tipico della Macedonia, alle mandorle o pistacchi, cannella e chiodi di garofano), il ravaní e il sámali (dolci sciroppati con zucchero, latte, scorza tritata di arancia e limone).

### Vini e alcolici
La Grecia è tradizionalmente un importante produttore di ottimi vini, di cui il più noto è la Retsina (Ρετσίνα), un bianco secco resinato. Citiamo anche il Kokkineli (Κοκκινέλι), un vino rosato secco e meno resinato del Retsína, l'Akhaia Clauss e il Robola di Cefalonia. Inoltre, il Mantineia di Tripolis, il Naoussa, al sapore fruttato, il Rapsani dal Monte Olimpo, il Nemea, il Cambas, il Boutari, l'Agiorgitiko dei monaci del Monte Athos, e il Goumenissa di Naoussa, nero e amaro. A questi si uniscono vini dolci come il Mavrodafni di Patrasso e il Samos, dolce e affine al Vin Santo, che, solitamente, si accompagna ai formaggi.
Completa il panorama la produzione di distillati come il Metaxa, il Cambas e l'Achaia Clauss. Tra le bevande alcoliche, si possono menzionare il tipico liquore Ouzo a base di anice, l'Ippocrasso, bevanda alcolica a base di vino, ed il rakomelo, bevanda calda aromatizzata al miele.

### Caffè
Bevanda principe come in quasi tutti i paesi mediterranei, l'Ellinikós kafés (Ελληνικός καφές; caffè greco) si beve lungo la giornata e non a fine pasto. Viene servito in tazza piccola da locali detti kafenía e lascia sempre un sedimento che non viene bevuto; è sostanzialmente analogo al caffè turco, vastamente diffuso nella penisola balcanica. In molti bar viene servito il frappé, una bevanda fredda a base di caffè istantaneo, acqua, latte e ghiaccio.